# Myckleby
Myckleby är kyrkbyn i Myckleby socken på Orust. I byn finns Myckleby kyrka med tillhörande församlingslokaler och en stor hembygdsgård med olika typer av gamla byggnader. 
Vidare finns det i Myckleby en gård med kameler och dromedarer, en fotbollsplan och utanför själva byn en golfbana med 18 hål.